# Wabigoon River
Der Wabigoon River ist ein linker Nebenfluss des English River in der kanadischen Provinz Ontario.
Der Wabigoon River hat seinen Ursprung im Raleigh Lake auf 453 m Höhe. Er verlässt diesen an dessen Nordufer und fließt in überwiegend westlicher Richtung zu den Seen Dinorwic Lake und Wabigoon Lake. Die beiden Seen bilden ein Seensystem, dessen Abfluss reguliert wird. Am Nordufer, bei der Stadt Dryden, setzt der Wabigoon River seinen Lauf anfangs nach Norden, später nach Westen fort. Er nimmt nördlich der Ortschaft Eagle River von links den Eagle River, der den südlich gelegenen Eagle Lake entwässert, auf. Anschließend wendet sich der Fluss nach Nordwesten. Er durchfließt den See Clay Lake sowie mehrere seenartige Flussverbreiterungen. Unmittelbar vor seiner Mündung überwindet der Wabigoon River die Wabigoon Falls. Schließlich erreicht er nach 235 km den nördlich von Grassy Narrows gelegenen und vom English River durchflossenen See Ball Lake. Der Wabigoon River entwässert ein Areal von 8080 km² im Südwesten des Kenora Districts.